# Alan Ayckbourn
Alan Ayckbourn (* 12. dubna 1939, Londýn) je anglický dramatik, který proslul především komediemi jako Aby bylo jasno (Relatively speaking) či Jak miluje má drahá polovička, v ČR uváděná též jako Kdes to byl/a v noci? (How the Other Half Loves). Je též divadelním režisérem. První hru napsal už v deseti letech. V sedmnácti se přidal k divadelní společnosti Donalda Wolfita. Byl zde hercem a asistentem inspicienta. Později přešel do divadla Stephena Josepha v Scarborough. Nakonec se zde stal uměleckým ředitelem. Přímo pro tuto scénu pak psal své hry. Ty byly přeloženy do více než třiceti jazyků. Ayckbourn je též profesorem současného divadla na Oxfordské univerzitě.